# ヌマトラノオ
ヌマトラノオ（沼虎の尾、学名：Lysimachia fortunei）は、サクラソウ科オカトラノオ属の多年草。

## 特徴
地中に地下茎を長く伸ばして繁殖し、ふつう群生している。茎は地下茎から伸び、円柱形で、高さは40-70cmになり、点状の毛が散生し、基部は赤色をおびる。葉は互生し、葉身は披針形または倒披針状長楕円形で、長さ4-7cm、幅1-1.5cm、先端は急に狭まってとがり、基部は狭くなって葉柄はない。縁は全縁、両面ともにほとんど無毛で、葉肉内に淡色の腺点がある。
花期は7-8月。茎の先に直立した総状花序をつけ、花序は長さ10-20cm、径1-1.5cmになり、多数の白い花を密につける。花柄は長さ3-4mmになり、無毛かわずかに腺毛が生え、基部に線形の苞葉がある。萼は深く5裂し、萼裂片は狭卵形で先端は円く、背面に腺点がある。花冠は径5-6mmで、深く5裂し、裂片は倒卵形で先は円い。雄蕊は5個、花柱は1個ある。果実は球形の蒴果で径2-2.5mmになり、宿存性の萼片に包まれる。

## 分布と生育環境
日本では、北海道、本州、四国、九州に分布し、湿地や川の流れのほとりなどに生育する。国外では、アジア東部の亜熱帯から温帯に広く分布する。

## 名前の由来
和名ヌマトラノオは「沼虎の尾」の意で、湿地に生えるトラノオの意味。トラノオは同属のオカトラノオ（岡虎の尾、Lysimachia clethroides）からきており、オカトラノオの尾状につく花序をトラの尾に見立てたことによる。ただし、ヌマトラノオの花序は、オカトラノオの花序のように下に垂れない。
種小名（種形容語） fortunei は、幕末に来日したイギリスのプラントハンター、ロバート・フォーチュンへの献名である。

## ギャラリー

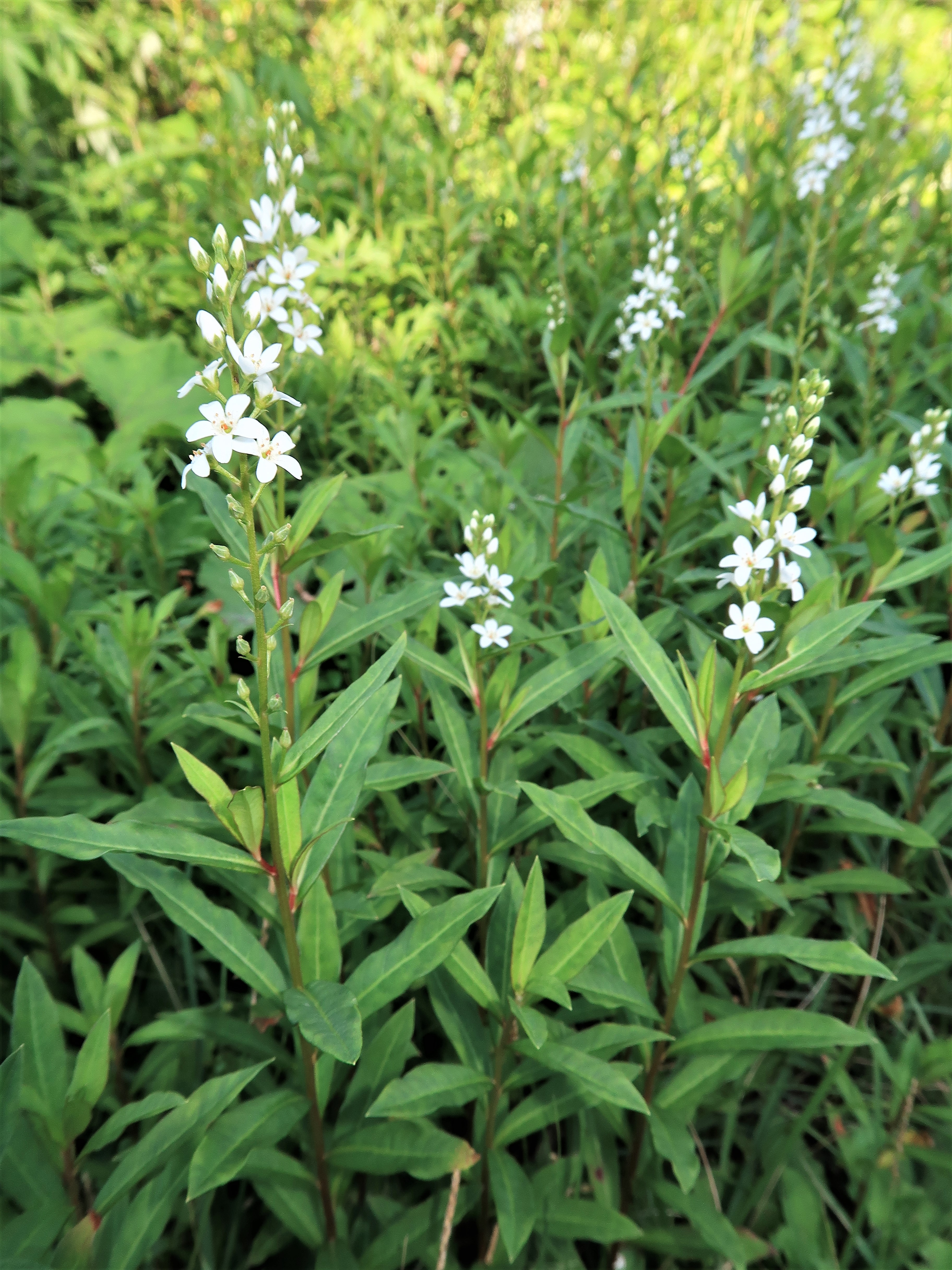
葉は互生し、披針形。花序は直立する。
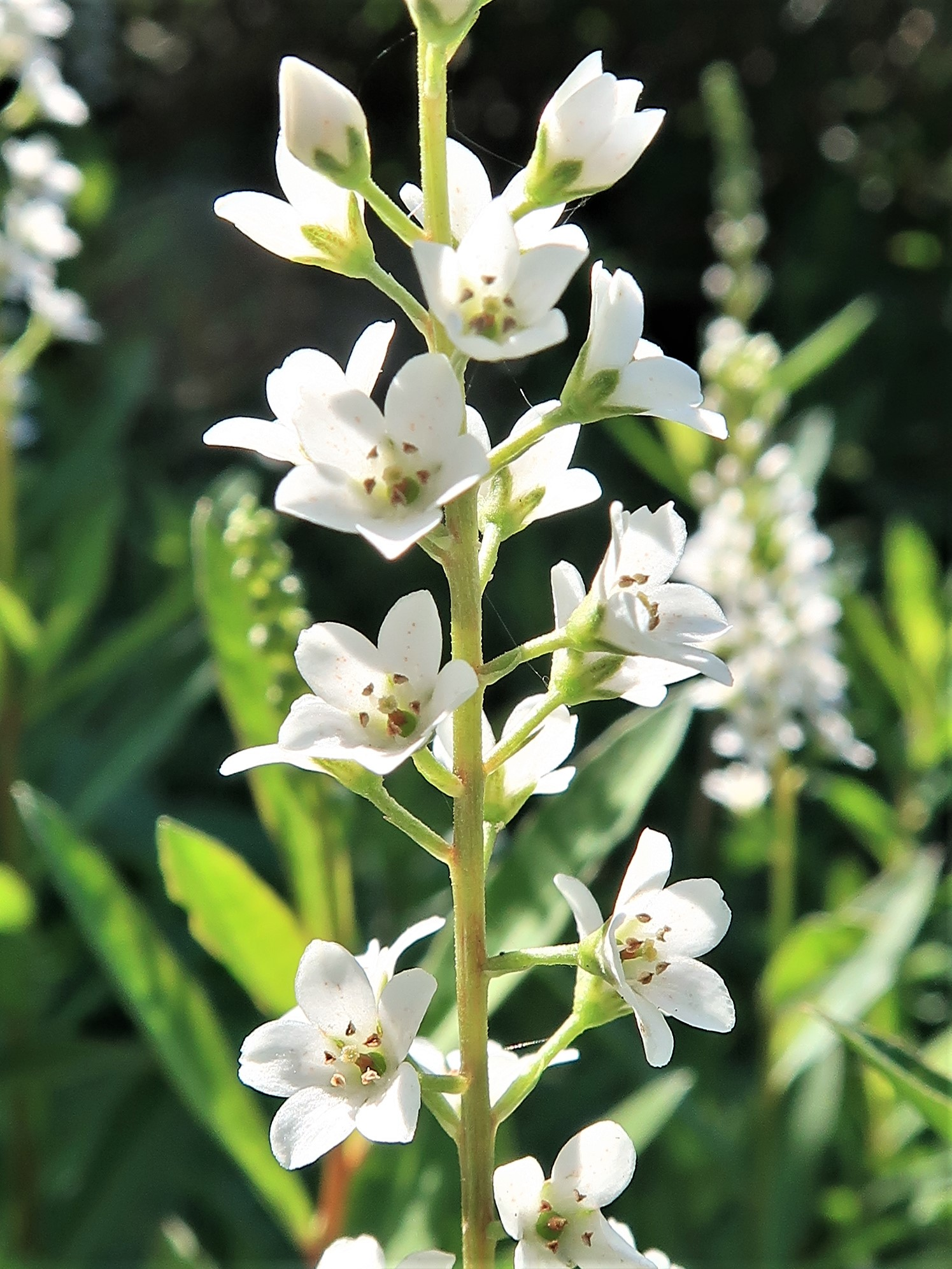
花は花序に一様につく。花柄の基部に線状の苞葉がある。

## 下位分類
- イヌヌマトラノオ Lysimachia × pilophora (Honda) Honda[8] - ヌマトラノオとオカトラノオの交雑種で、両種の中間の性質をもつ。本州および九州にみられる[5]。

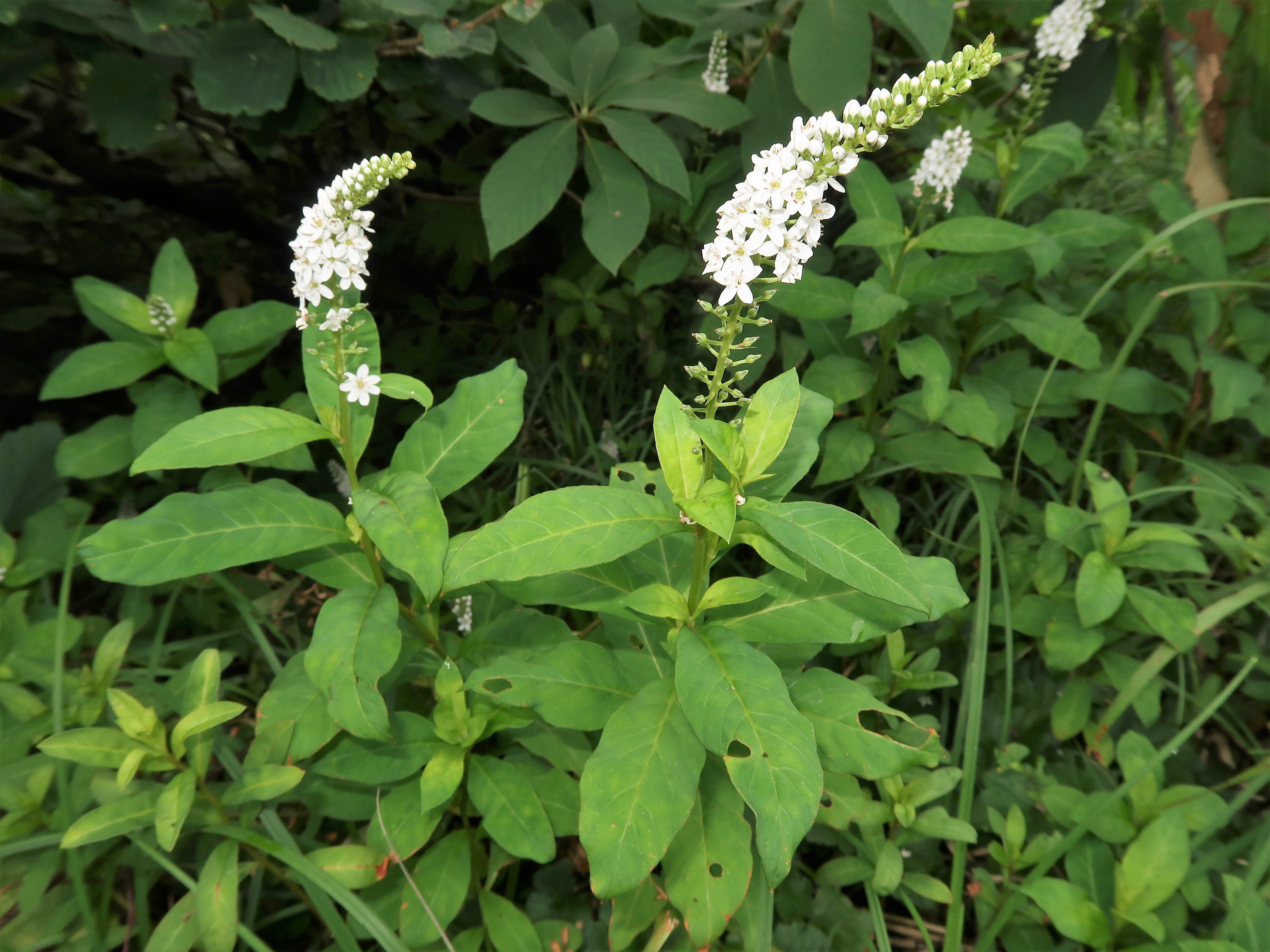
イヌヌマトラノオ。花序はやや傾き、花は花序に一様につく。ヌマトラノオと同所、同時期。葉はオカトラノオに似てヌマトラノオより広い。湿地、8月。
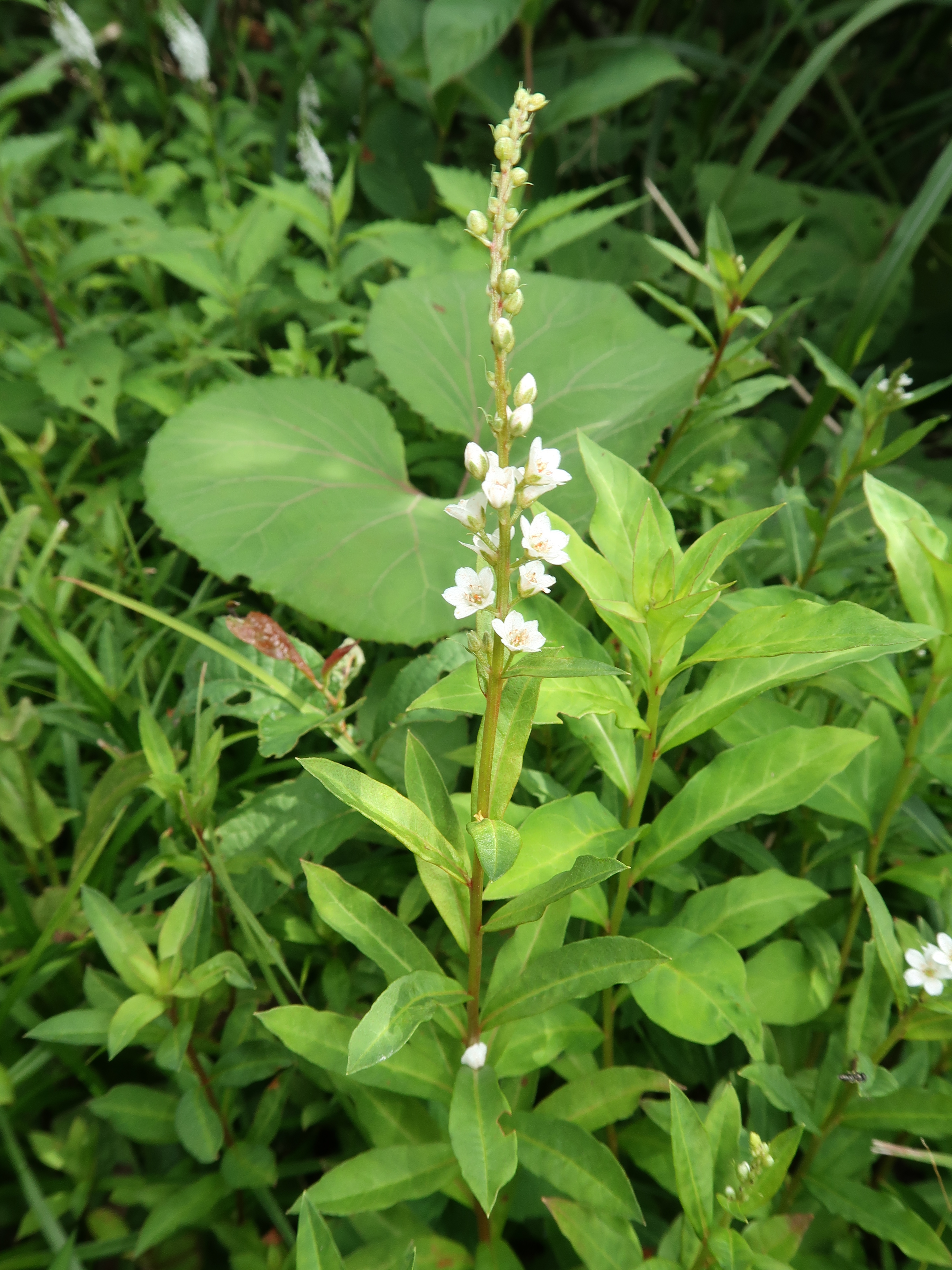
ヌマトラノオ。ヌマトラノオの隣に葉が広いイヌヌマトラノオがある。左奥に花序をつけたものがある。湿地、8月。
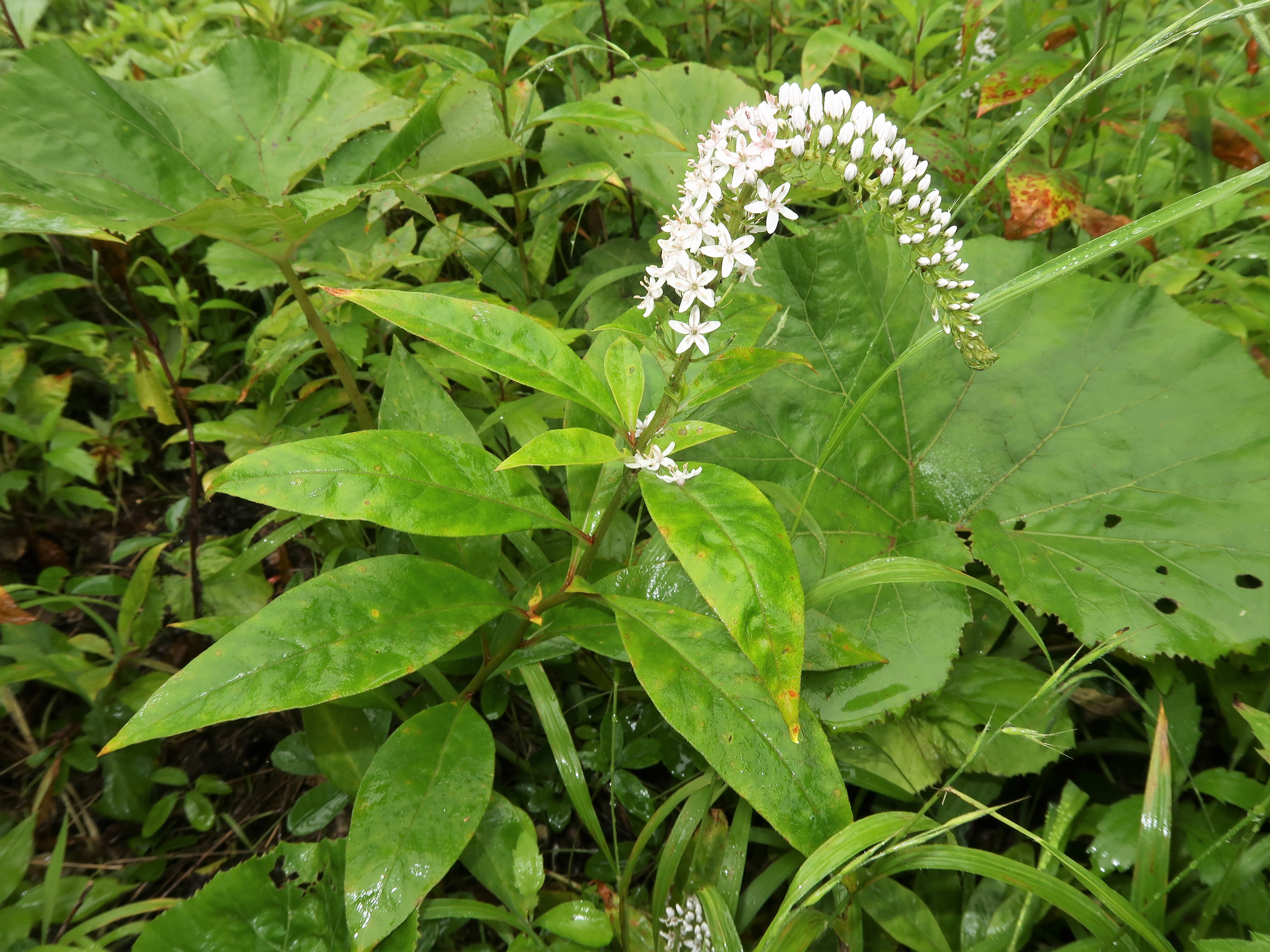
オカトラノオ。花序は傾き、上部の花は花序の一方に偏ってつく。やや乾燥した草原、7月。